# Diwandarre
Diwandarre (perski: ديواندره) – miasto w Iranie, w ostanie Kurdystan. W 2006 roku miasto liczyło 22 842 mieszkańców w 5305 rodzinach.